# Sant'Alessio in Aspromonte
Sant'Alessio in Aspromonte là một đô thị ở tỉnh Reggio Calabria trong vùng Calabria, Ý, có cự ly khoảng 110 km về phía tây nam của Catanzaro và khoảng 10 km về phía đông bắc của Reggio Calabria. Tại thời điểm ngày 31 tháng 12 năm 2004, đô thị này có dân số 396 người và diện tích là 4,2 km².
Sant'Alessio in Aspromonte giáp các đô thị: Laganadi, Reggio Calabria, Santo Stefano in Aspromonte.